# Bočkovec
Bočkovec (régi magyar neve Bocska) falu Horvátországban Kapronca-Kőrös megyében. Közigazgatásilag  Sveti Petar Orehovechez tartozik.

## Fekvése
Kőröstől 8 km-re északnyugatra, községközpontjától 3 km-re  keletre fekszik.

## Története
A települést 1519-ben említik először. 1598-ban a kustyeri uradalom része. A birtok tulajdonosai az uradalmi kúriával és a gazdasági épületekkel, 1900-ban Novák Károly, Car Hermina, Smodek Mária és gyermekei voltak. 1906-ban Pscherhof Henrik vásárolta meg, majd eladogatta a helyi parasztoknak. A falunak 1857-ben 320,  1910-ben 463 lakosa volt. Trianonig Belovár-Kőrös vármegye Körösi járásához tartozott. 2001-ben 306 lakosa volt.